# David Fernàndez
David Fernàndez Ramos (Barcelona, 24 de septiembre de 1974) es un periodista y político español que proviene del mundo del activismo y los movimientos sociales. Fue diputado y portavoz de la CUP-AE en el Parlamento de Cataluña de 2012 a 2015. De finales de 2014 a 2015 presidió la Comisión Parlamentaria del "caso Pujol". Actualmente es redactor y editor en el semanario La Directa coordinando la sección de investigación Estirant del Fil (Tirando del hilo). También colabora en otros medios como VilaWeb, Diagonal, Gara, Berria, etc.

## Biografía
Su familia, que proviene de León y Zamora, emigró primero al País Vasco, después a Madrid y a principios de los setenta llegaron a Cataluña. David, el último de los cuatro hermanos nació ya en Barcelona. Vivió sus primeros años en Ripoll. Estudió en los institutos de La Sedeta y Vila de Gràcia de Barcelona. Se crio y vive en el barrio de Gràcia de Barcelona. Tiene un hermano gemelo que trabaja en Bruselas de programador informático. Sus padres, jubilados, se han retirado al Ripollés.
Estudió Ciencias Políticas hasta tercero en la Universidad Autónoma de Barcelona (UAB). Posteriormente trabajó en el taller de planchistería de la Seat durante casi dos años, hasta que se lesionó. Después pasó al periodismo y al cooperativismo, y de la mano del periodista vasco-gallego Pepe Rei, trabajó para las revistas abertzales Ardi Beltza y Kale Gorria, cerradas ambas por la Audiencia Nacional en el marco de la lucha antiterrorista.
Implicado en lo que Fernández denomina "activismo contrainformativo", en el 2006 participó en la creación de La Directa un medio de comunicación catalán que se autodefine como asambleario, autogestionado y descentralizado donde continúa trabajando además de colaborar con otros medios. 
Es miembro del Grupo de Periodistas Ramon Barnils.
Entre sus principales publicaciones están Cròniques del 6 i altres retalls de la claveguera policial (Crónicas del 6 y otros recortes de la alcantarilla policial) (2006) sobre el Grupo VI de la Brigada Provincial de Información de la Policía, especializado, según la descripción del libro, en la represión de la disidencia política y social, prologado por Arcadi Oliveres, Cop de CUP (2012) sobre los orígenes y el proyecto de la Candidatura de Unidad Popular (CUP) y Foc a la barraca (2013) donde recoge los artículos publicados a lo largo de 15 años en colaboraciones realizadas en diversos medios como VilaWeb, Gara, Mèdia.cat, Diagonal y La Directa.

### Trayectoria política
En 1991 y durante 5 años militó en CJC-Joventut Comunista por la influencia de su abuelo paterno, Saturnino Fernández, republicano, comunista y luchador antifranquista que estuvo ocho años preso (de 1939 a 1947) y se enfrentó a dos penas de muerte conmutadas. A él, según las declaraciones del propio Fernández, debe su politización y su única militancia en un partido. En 1993 se sumó a la organización estudiantil Alternativa Estel. En 1996 fue miembro fundador del Ateneu popular de Gràcia "La Torna".
Desde hace años es activista en movimientos sociales (altermundialización y feminismo), insumisión, ecologismo social, pacifismo, etc. También estuvo vinculado, de forma externa, al movimiento okupa, al que apoyó en algunos desalojos. Tiene una condena menor por echar pintura roja al consulado de Perú en Barcelona, en una protesta por la masacre a unos guerrilleros.
A finales de los 90, con un grupo de amigos, quería recaudar fondos para los campamentos de refugiados saharauis de Tinduf con un concierto en las fiestas de Gràcia, pero llovió y el plan se frustró. Meses después, en una asamblea, alguien propuso hacer un espectáculo de estríperes, como en la película The Full Monty. Se apuntaron ocho, uno de ellos Fernández, y actuaron ante 850 espectadores en el club Helena de Gràcia. Recaudaron un millón y medio de las pesetas de la época, que fue al Sáhara, actuación que quedó grabada en vídeo. En una de sus entrevistas a los medios aseguró que lo volvería a hacer por una buena causa.

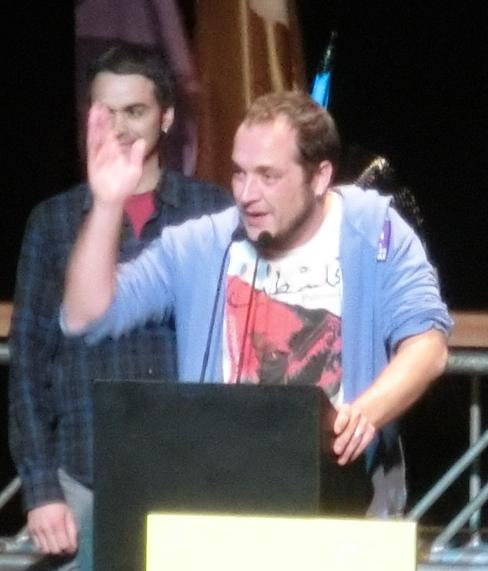
Acto central de la campaña de la CUP-AE Barcelona 18 de noviembre de 2012

Es miembro de la Red de Economía Alternativa y Solidaria y defiende el cooperativismo y las finanzas alternativas. De 2003 a 2012 fue cooperativista de Coop57, una cooperativa de servicios financieros éticos y solidarios.
Sin militar en la CUP concurrió por primera vez a las elecciones en 2011 en las municipales ocupando el puesto 14 de la lista de la CUP para Barcelona. En 2012, acababa de escribir el libro Cop de CUP. Viatge a l'ànima i a les arrels de les Candidatures d'Unitat Popular sobre la historia de esta formación política junto a Julià de Jòdar (2012) cuando le propusieron ser candidato y encabezar la lista al Parlamento de Cataluña por esta formación. Era la primera vez que esta formación municipalista ideológicamente ubicada en la izquierda independentista catalana se presentaba a unas elecciones autonómicas. 
Las elecciones se celebraron el 25 de noviembre de 2012 y la Candidatura d'Unitat Popular (CUP) obtuvo 3 diputados (David Fernàndez, Georgina Rieradevall y Quim Arrufat) y grupo propio. El 17 de diciembre accedió a su acta de diputado y asumió la presidencia y portavocía del Grupo Mixto.
En su etapa parlamentaria Fernàndez se hizo especialmente popular, según algunos medios de comunicación, por sus críticas contra banqueros y políticos en la comisión de investigación del Parlamento de Cataluña sobre la crisis financiera. En noviembre de 2013 se sacó un zapato y lo mostró a Rodrigo Rato durante su comparecencia en el hemiciclo catalán, llamándole gánster y recordando la simbología del zapato que un periodista lanzó a Bush años atrás por la ocupación de Irak.
En 2014 fue el dirigente mejor valorado del parlamento catalán. En noviembre de 2014 asumió la presidencia de la comisión parlamentaria que según algunos medios fue la más importante de la legislatura: la investigación de fraude fiscal en el contexto del caso Pujol.

### Intervención de las comunicaciones
En 2020 el teléfono móvil de David Fernàndez fue intervenido por orden judicial de la Audiencia Nacional a solicitud de la Guardia Civil junto a los de otros cuarenta activistas en una investigación contra el movimiento Tsunami Democràtic aunque Fernàndez no fue investigado en el procedimiento.

## Publicaciones
- 2006 Cròniques del 6 i altres retalls de la claveguera policial (Crónicas del 6 y otros recortes de la alcantarilla policial) editado en catalán y castellano, con prólogo de Arcadi Oliveres Ed. Virus[21]
- 2008 Movimiento okupa: entre el estigma, la ruptura y la alteridad en La acción política desde la comunidad. VVAA. Editorial Graó
- 2009 Kafka, Le Carré y Corachán en el Guantánamo del Raval con Albert Martínez en el libro Rastros de Dixan. Islamofobia y construcción del enemigo en la era post 11-S VVAA. Editorial Virus.
- 2010 Línia de fuga "outsider": les altres formes de construir municipi en Construint municipi des dels moviments socials VVAA Icaria Editorial
- 2011 [Quadern de bitàcola] Desobeir el frau, impedir l’estafa, insistir en nosaltres mateixes en Les veus de les places (Las voces de las plazas) VVAA. Icaria Editorial.
- 2012 Cop de CUP, con Julià de Jòdar Editorial La Butxaca.
- 2013 Foc a la barraca prologado por Montserrat Santolino Editorial Lo diable gros.

### Colaboraciones
- 2012 Hi ha dret(es) cuento epílogo escrito con August Gil Matamala[22]
- 2013 Repressió 2.0; resistència a tres onzes, Prólogo de David Fernàndez en el libro El malson d'Orwell. Control social i noves tecnologies Editorial Tigre de paper[23]
- 2013 Desobeir les violències prólogo del libro Warcelona, una història de violència de Jordi Borrás Editorial Pol.len[24]
- 2014 Espartaco a la carrera prólogo del libro de Sabino Cuadra Arrojado a los leones. Editorial Icaria[25][26]
- 2014 Esperanzado Erin (Connolly reloaded)], prólogo de La causa obrera es la causa de Irlanda. La causa de Irlanda es la causa obrera[27]
- 2015 Crisi, ruptura, esperança, prólogo del libro de Xavier Fernàdez Anatomia d'una ruptura. Espanya, Catalunya, 1975-2014 Editorial El Jonc
- 2015 «Erri no erra», prólogo en el libro de Erri de Lucca La paraula contrària[28]
- 2015 Brúixoles, epílogo del libro de Ivan Miró La revolta que viurem[29]
- 2015 Prólogo en si sostenido a "¿Podemos seguir siendo de izquierdas?" de Santiago Alba Rico. Fernàndez además del prólogo ha realizado la traducción al catalán del libro.[30]

### Otros
- 2015 Momentum. Entrevistas a: Pablo Iglesias, Ada Colau, Alberto Garzón y David Fernàndez Orencio Osuna entrevista a David Fernàndez. Editorial Icaria[31]

## Nota
1. ↑  Figura con el nombre completo de David Fernàndez i Ramos en su ficha de diputado en el Parlamento catalán.[1] Ha aparecido mencionado en fuentes en castellano como David Fernández[2][3][4][5][6] y David Fernàndez.[7]